# Santa Margarida de Peranera
Santa Margarida de Peranera és una ermita romànica del municipi del Pont de Suert. Es troba en un lloc aïllat i solitari del nord del poble de Peranera, de l'antic terme de Malpàs. S'hi arriba pel camí de les mines d'hulla de Peranera, en direcció a Erillcastell, fins que es troba la Borda de Puiol, des d'on un camí mena en uns 20 minuts a Santa Margarida. És un bé protegit com a bé cultural d'interès local.

## Descripció
Es tracta d'un petit edifici molt modificat. té una sola nau coberta amb volta de canó de perfil apuntat. Un arc presbiteral connecta amb l'absis de planta semicircular allargassada. Aquesta presenta una finestra d'una sola esqueixada. El mur de tramuntana descansa sobre la roca, el de migjorn té una gran alçada a causa del desnivell. A ponent trobem la porta d'entrada d'arc de mig punt amb dovelles de pedra tosca, al damunt hi ha una finestra parabòlica amb una petita campana. La volta de la nau presenta un parament més regular i acurat que la resta de l'edifici. Al mur nord s'hi han trobat restes de sepultures. Aquest edifici per les seves característiques es podria datar al S.XI, però amb importants remodelacions fetes al S. XII i posteriors, les quals afectaren la capçalera, la volta, el reforçament dels murs perimetrals i la modificació de les obertures. No es tenen notícies documentals d'època medieval d'aquesta capella. Apareixen referències a partir dels temps moderns.